# Вохидов, Шамсиддин
Шамсидди́н Вохи́дов (узб. Кириллица: Шамсиддин Воҳидов, Латиница: Shamsiddin Vohidov, род. 11 января 2002, Узбекистан) — узбекистанский шахматист, гроссмейстер (2020).

## Биография
В 2015 году выиграл чемпионат мира до 14 лет.
Вохидов занял 89-е место на Большой швейцарке ФИДЕ 2021.
На чемпионате мира по рапиду 2018 обыграл Магнуса Карлсена. Чемпион мира играл белыми и попытался поставить Вохидову детский мат.
Выиграл онлайн-чемпионат Азии и отобрался на Кубок мира 2021. На Кубке мира в 1-м туре победил Луку Пайчадзе со счётом 2:0, во 2-м проиграл с таким же счётом Сергею Карякину.
В 2023 году выиграл чемпионат Азии.